# ترینکولو (قمر)
ترینکولو (به یونانی: trɪŋkjʊloʊ) یکی از قمرهای مخالف‌گردِ نامنظم اورانوس است. کشف ترینکولو توسط گروهی از اخترشناسان به سرپرستی هولمن، و همکاران در ۱۳ اوت ۲۰۰۱ انجام گرفت و با تعیین نام موقت «'S / 2001 U» به ثبت رسید.
با تأیید بیست و یکمین قمر اورانوس؛ (Uranus XXI)، این نام را به نام مستعار ترینکولو برگرفته از نمایشنامه "Tempest" از ویلیام شکسپیر نامگذاری شد. ترینکولو کوچکترین قمر در میان ۲۷ قمر اورانوس است و تقریباً فقط ۱۸ کیلومتر عرض دارد و تقریباً به اندازهٔ جزیرهٔ منهتن؛ از جزایر پنجگانه نیویورک است.

انیمیشن مدار سیکوراکس به دور اورانوس.
Uranus•
Sycorax•
Francisco•
Uranus•
Caliban•
Stephano•
Trinculo